# وانادیم کربونیل
وانادیم کربونیل (به انگلیسی: Vanadium carbonyl) با فرمول شیمیایی C۶O۶V یک ترکیب شیمیایی است. که جرم مولی آن ۲۱۹٫۰۰ g/mol می‌باشد. شکل ظاهری این ترکیب، بلورهای سبز و آبی است.